# Rogatywka

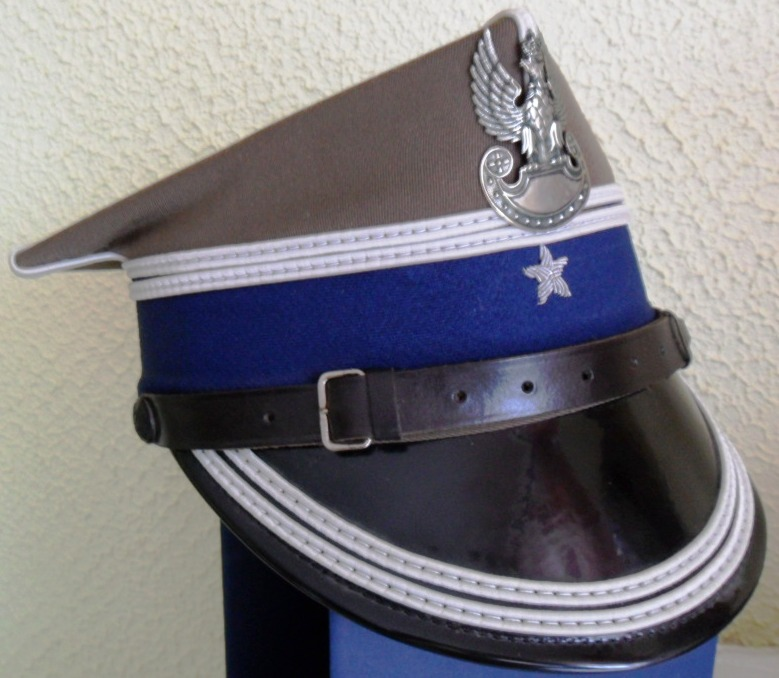
Rogatywka des troupes mécanisées

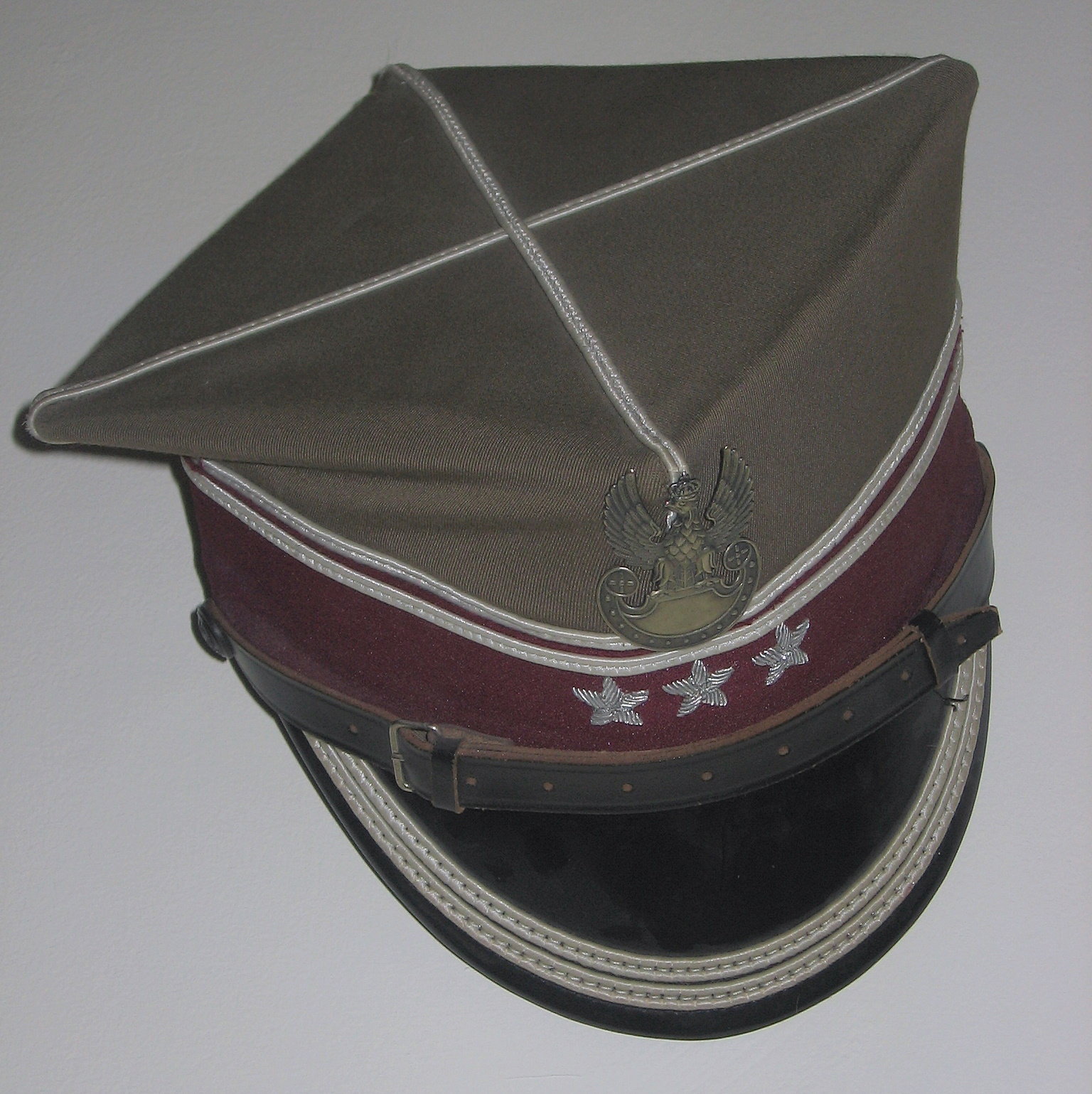
Rogatywka portant l', l'emblème des forces armées polonaises, ainsi que trois étoiles, insigne du grade de pułkownik (colonel)

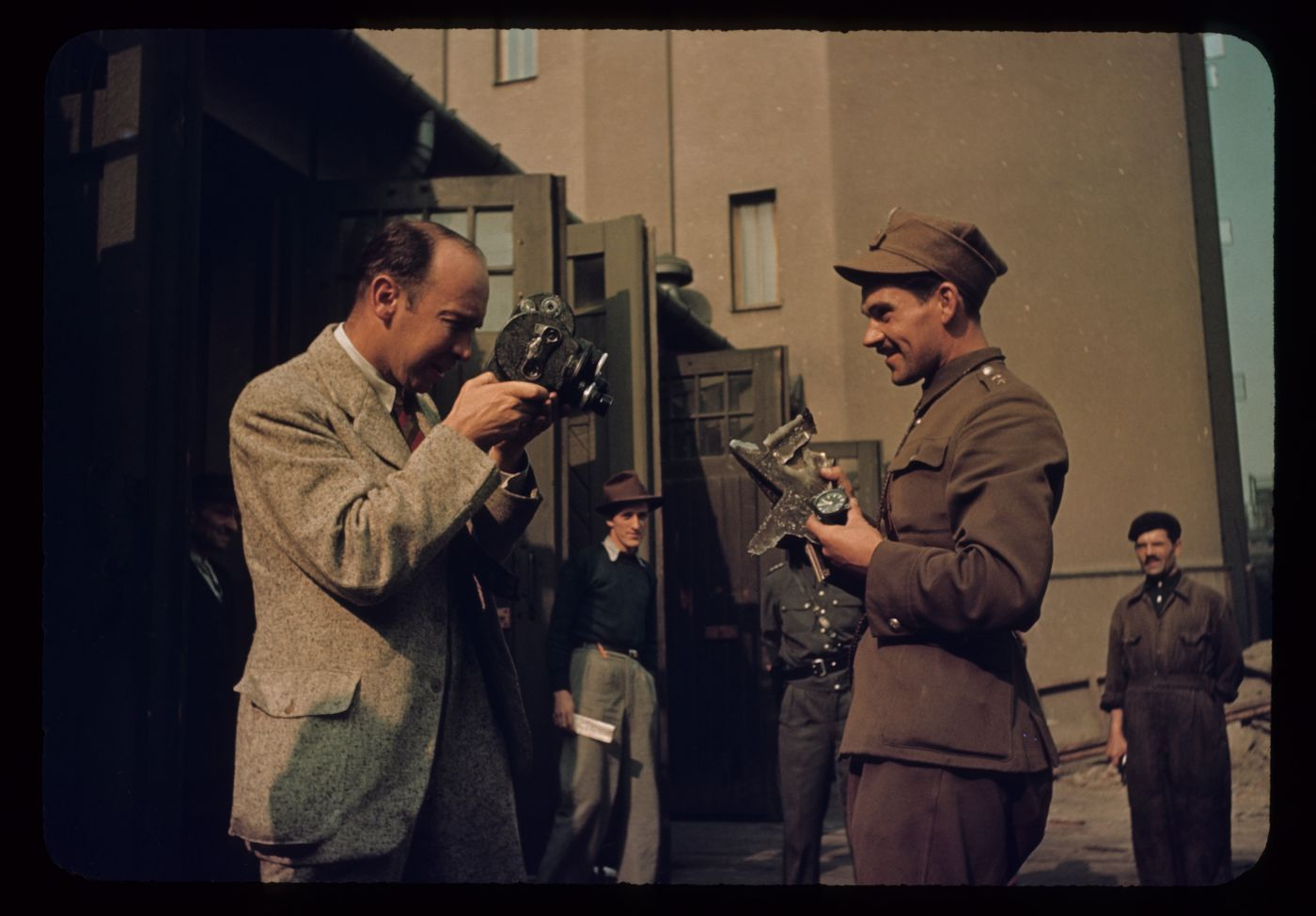
Soldat de l'armée polonaise portant la rogatywka en 1939

La Rogatywka (prononcé en polonais : [rɔɡaˈtɨfka] ; parfois traduit par casquette à visière) est le nom générique polonais donné à toute casquette asymétrique à visière à quatre pointes utilisée par diverses formations militaires polonaises à travers les âges. C'est un parent éloigné de son prédécesseur du XVIIIe siècle, la konfederatka (nommée ainsi en raison de son utilisation par les membres de la Confédération de Bar), bien que des casquettes similaires soient utilisées par la cavalerie légère depuis le XIVe siècle. Il se compose d'un sommet à quatre pointes et d'une courte visière, généralement en cuir noir ou marron. Bien que le terme de « rogatywka » (dérivé de róg qui signifie « corne » ou « coin ») semble signifier la même chose que celui de  « czapka », le mot czapka en polonais désigne non seulement rogatywka, mais toutes les types de casquettes.

## Konfederatka
La konfederatka était basée sur les chapeaux des costumes nationaux des Tatars de Lituanie du XVIIIe siècle, car les régiments d'avant-garde de l'armée grand-ducale lituanienne étaient fortement influencés par la tenue des Tatars de Lituanie, entre autres éléments.

## Usage
La rogatywka se décline généralement en deux variantes : la version durcie et la version souple. Le modèle durci, basé sur le rogatywka Mk. 1935, vert olive avec visière noire, est utilisé dans les uniformes de gala complets, et la couleur du bord marque le type d'unité (par exemple, bleu marine – typique, écarlate – police militaire, vert – artillerie, etc.). Son emploi a disparu du temps de la République populaire de Pologne, mais la rogatywka a été réintroduite pour le port cérémoniel par la Compagnie de la Garde d'Honneur en 1983. La version souple était utilisée avant la Seconde Guerre mondiale et pendant la période de la République populaire de Pologne pour la tenue de garnison ; elle a été retirée après 1990.
Les soldats polonais décorent leurs casquettes non pas avec l'emblème de leur corps, mais avec la version militaire de l'aigle militaire polonaise. L'insigne de l'aigle militaire est basé sur un dessin du début du XIXe siècle, comprenant une aigle blanche modifiée (rappelant les armoiries polonaises) perchée au sommet d'un « bouclier amazone ».
Les branches de l'armée sont indiquées par les bandes de casquette colorées suivantes :
- Bleu marine – généraux, troupes mécanisées, garde d'honneur nationale
- Brun – officiers d'état-major
- Orange – unités dédiées à l'honneur de l'histoire, troupes blindées, éclaireurs
- Vert foncé – lance-missiles, artillerie, unités anti-aériennes
- Bleu ciel – aviation militaire (hélicoptères)
- Rouge – intelligence
- Marron – transport
- Bronze – affaires civiles
- Violet – corps de quartier-maître, approvisionnement et logistique
- Fauve (Tan (en)) – munitions
- Noir – unités du génie, corps chimique, service cartographique, cadets techniques
- Argent – forces spéciales
- Bleuet – corps d'adjudant général, corps de radio et de communication
- Blanc – infanterie
- Bleu – parachutistes
- Beige – recrutement et rétention
- Cerise – service médical, cadets en médecine
- Saumon – services juridiques
- Mauve – affaires publiques
- Goldenrod (en) – musiques militaires
- Écarlate – police militaire
- Or – comptabilité et finance
- Violette – aumôniers
- Jaune – quartier général de la 1re division mécanisée de Varsovie, 1re division blindée de Varsovie

## Autres
La rogatywka est utilisée par les pompiers polonais (rigide, tous bleu marine) et le personnel des chemins de fer polonais (souple, bleu marine ou rouge).
Les rogatywkas vertes avec une visière en cuir marron et le symbole scout de la fleur de lys sont traditionnellement portées par les boy-scouts polonais, tandis que les casquettes grises sont parfois utilisées par les filles.